# NGC 5378
NGC 5378 is een balkspiraalstelsel in het sterrenbeeld Jachthonden. Het hemelobject werd op 11 maart 1831 ontdekt door de Britse astronoom John Herschel.

## Synoniemen
- UGC 8869
- MCG 6-31-27
- ZWG 191.20
- PGC 49598